# اسلام در گویان
در حدود ۷٫۲–۱۰ درصد از جمعیت گویان مسلمان هستند، که جمعیتی بالغ بر ۵۷٬۵۷۲–۷۹٬۹۶۱ نفر می‌شود که بسیاریشان از بازماندگان کارگران بیگاری کننده آورده شده از هند هستند.
تا دهه ۱۹۷۰ اعیاد اسلامی به‌طور رسمی به رسمیت شناخته نمی‌شد. برخی روزهای غیرمسیحی امروزه تعطیلی عمومی هستند. اعیاد اسلامی چون عید فطر، و عید قربان، میلاد پیامبر، تولد محمد. گویان به همراه سورینام تنها دو کشور آمریکایی عضو سازمان همکاری اسلامی هستند.